# ノース・イースト・リンカンシャー
ノース・イースト・リンカンシャー（英語: North East Lincolnshire）は、イングランド東部リンカンシャーにある単一自治体。ノース・リンカンシャーやリンカンシャーの非都市カウンティと接しており、全体で典礼カウンティを構成している。2011年国勢調査によると人口は159,616人。ヨークシャー・アンド・ザ・ハンバーに属している。

## 歴史
1996年4月1日、ハンバーサイドの解体によって、それを構成していたクリーソープ、グレート・グリムズビーという2つのバラから設立された。ハンバーサイドが設立される1974年以前は、パーツ・オブ・リンゼイの一部であった。

## 政治

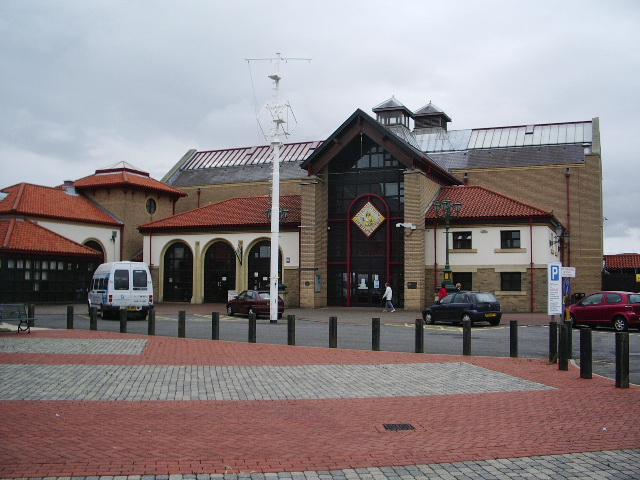
ナショナル・フィッシング・ヘリテージ・センター

地方議会でもあるノース・イースト・リンカンシャー・カウンシルの選挙は2010年以降毎年5月に行われている。議席数は42議席で1995年に単一自治体としての選挙が行われてから、選挙結果は労働党が議会統制を担うか、多数派がいないかのどちらかであった。
2003年から2011年までの間、保守党と自由民主党の連立政権が行政を担っていた。2011年には労働党が少数与党となって政権を運営し、2012年から2年間は同党が多数派与党として政権を担った。しかし、その後は再び少数与党となった。2019年、カウンシルが設立された1996年以来初めて保守党が単独過半数を獲得した。
以下、2018年、2019年の選挙結果を示す。
| 政党名 | 政党名     | 評議員数 | 評議員数 |
| 政党名 | 政党名     | 2018年   | 2019年   |
| ------ | ---------- | -------- | -------- |
|        | 保守党     | 18       | 23       |
|        | 労働党     | 20       | 14       |
|        | 自由民主党 | 4        | 0        |
|        | UKIP       | 0        | 1        |
|        | 無所属     | 0        | 0        |

### 行政
行政もノース・イースト・リンカンシャー・カウンシルが担っている。同カウンシルではキャビネット・スタイルが採用されており、カウンシルの与党議員が行政職を担い、各自のポートフォリオに対して責任を持つ。また、年に2回監査を受ける必要があり、監査委員会がそれを行なっている。

## 内包地区
主な内包地区は以下の通り。
- クリーソープス（英語版） Cleethorpes
- グリムズビー Grimsby
- イミンガム（英語版）Immingham
- レースビー（英語版）Laceby
- スタリンバラ（英語版）Stallingborough
- ウォールド・ニュートン（英語版）Wold Newton

## 観光スポット
グリニッジ子午線がこの自治体を通っている。

## 経済
主な町はグリムズビー、イミンガム、クリーソープスの3つで、グリムズビー都市圏を形成している。主な産業は飲食業、漁業、港湾業、運送業、再生エネルギー、化学など。域内に1つの発電所がある。